# Matthew Emmons
Matthew Emmons (Mount Holly, 5 aprile 1981) è un tiratore a segno statunitense, vincitore di una medaglia d'oro ai Giochi olimpici di Atene 2004.
È coniugato con la ceca Kateřina Emmons, a sua volta tiratrice di alto livello.

## Palmarès
Giochi olimpici
- 3 medaglie:
  - 1 oro (carabina 50 metri a terra ad Atene 2004).
  - 1 argento (carabina 50 metri a terra a Pechino 2008).
  - 1 bronzo (carabina 50 metri 3 posizioni a Londra 2012).

Campionati mondiali
- 2 medaglie:
  - 1 oro (carabina 50 metri a terra a Lahti 2002).
  - 1 bronzo (carabina 50 metri a terra a Monaco 2010).

Campionati mondiali juniores
- 1 medaglia:
  - 1 bronzo (carabina 50 metri a terra a Barcellona 1998).

Campionati americani
- 3 medaglie:
  - 3 ori (carabina 10 metri aria compressa, carabina 50 metri a terra, carabina 50 metri 3 posizioni a Fort Benning 2001).

Campionati americani juniores
- 2 medaglie:
  - 2 ori (carabina 50 metri a terra, carabina 50 metri 3 posizioni a Buenos Aires 1997).

Giochi panamericani
- 1 medaglia:
  - 1 oro (carabina 50 metri a terra a Winnipeg 1999).